# 乔叟陨石坑

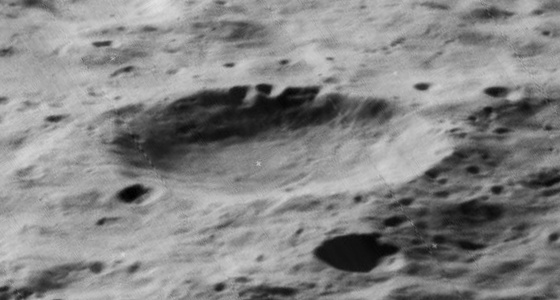
月球轨道器5号拍摄的斜视图

乔叟陨石坑（Chaucer）是月球背面赤道区的一座撞击坑，约形成于酒海纪，其名称取自英国中世纪作家及天文学家杰弗里·乔叟（1343年-1400年），1970年被国际天文联合会正式批准接受。
乔叟陨石坑位于赫茨普龙环壁平原西侧，东临灿德尔环形山和基巴利契奇环形山，西北靠近瓦维洛夫环形山。该陨坑的中心月面坐标为3°42′N 140°00′E / 3.7°N 140.0°E，直径45.48公里，深度2.28公里。
这是一座圆形、边缘轻微磨损的陨石坑，坑壁平均高出周边地形1080米，坑内容积1607.47立方千米。除一些陨坑痕迹外，坑内地表几近无特色。

## 卫星陨石坑
按惯例，最靠近乔叟陨石坑的卫星坑在月图上以字母标注在该坑中心点的旁边。
| 乔叟 | 纬度    | 经度      | 直径      |
| ---- | ------- | --------- | --------- |
| B    | 6.22° N | 137.87° W | 33.35公里 |
| P    | 1.37° N | 141.91° W | 11.60公里 |